# Miłki (gemeente)
De gemeente Miłki is een landgemeente in het Poolse woiwodschap Ermland-Mazurië, in powiat Giżycki.
De zetel van de gemeente is in Miłki.
Op 30 juni 2004 telde de gemeente 3839 inwoners.

## Oppervlakte gegevens
In 2002 bedroeg de totale oppervlakte van gemeente Miłki 169,43 km², waarvan:
- agrarisch gebied: 65%
- bossen: 14%

De gemeente beslaat 15,14% van de totale oppervlakte van de powiat.

## Demografie
Stand op 30 juni 2004:
| Omschrijving                   | Totaal | Totaal | Vrouwen | Vrouwen | Mannen | Mannen |
| ------------------------------ | ------ | ------ | ------- | ------- | ------ | ------ |
| eenheid                        | aantal | %      | aantal  | %       | aantal | %      |
| inwoners                       | 3839   | 100    | 1892    | 49,3    | 1947   | 50,7   |
| bevolkingsdichtheid (inw./km²) | 22,7   | 22,7   | 11,2    | 11,2    | 11,5   | 11,5   |

In 2002 bedroeg het gemiddelde inkomen per inwoner 1718,75 zł.

## Aangrenzende gemeenten
Giżycko, Mikołajki, Orzysz, Ryn, Wydminy